# Rivara
Rivara là một đô thị ở tỉnh Torino pử vùng Piedmont của Ý, có vị trí cách khoảng 30 km về phía bắc của Torino, nước Ý. Tại thời điểm ngày 31 tháng 12 năm 2004, đô thị này có dân số 2.597 người và diện tích là 12,4 km².
Rivara giáp các đô thị: Pratiglione, Valperga, Prascorsano, Forno Canavese, Pertusio, San Ponso, Busano, Levone, và Barbania.